# Funkhaus am Dornbusch

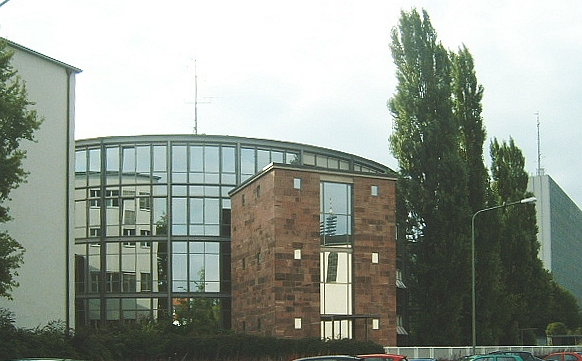
Rundbau des Funkhauses am Dornbusch

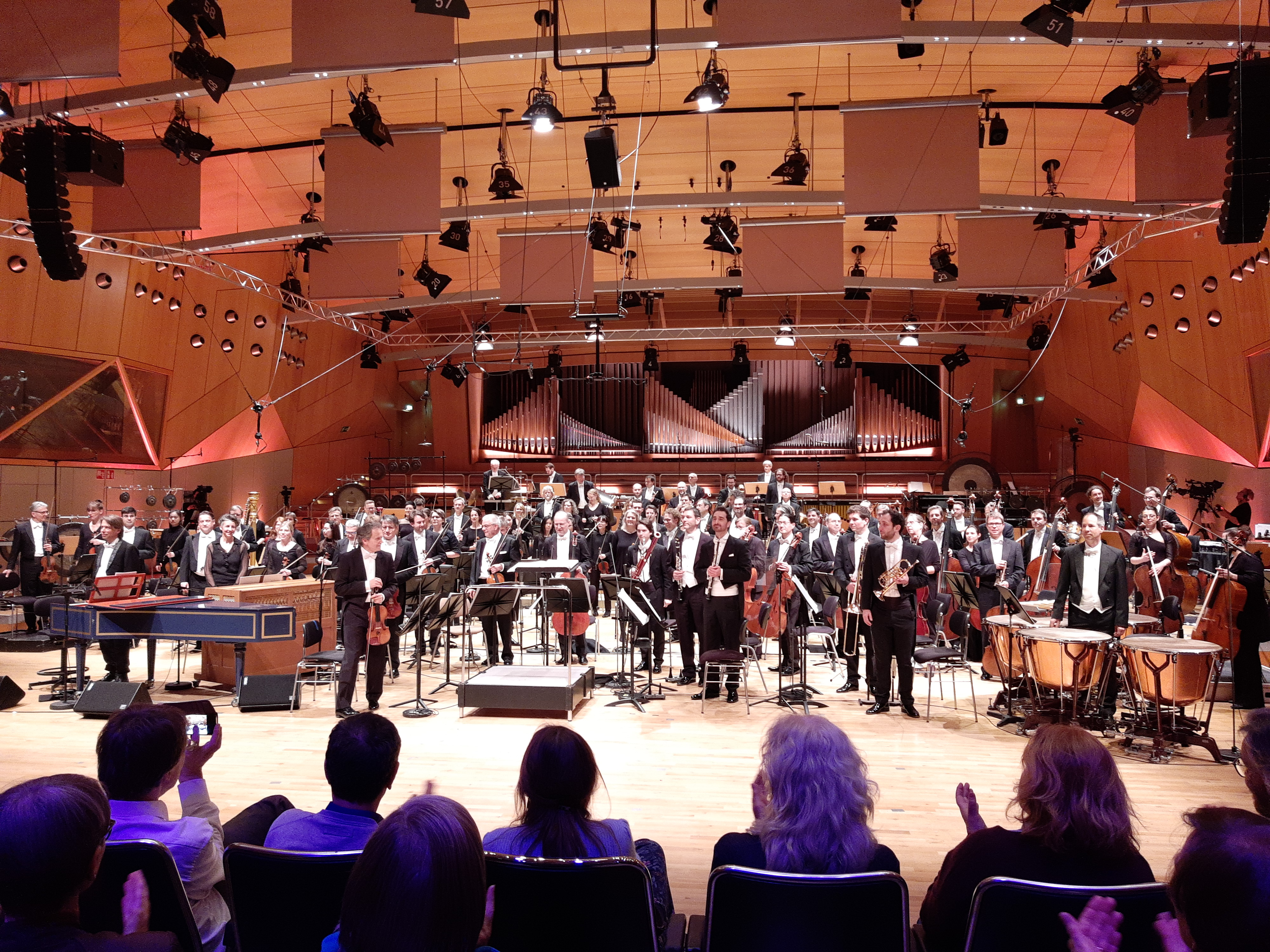
HR-Sinfonieorchester im Sendesaal

Das Funkhaus am Dornbusch ist Sitz und Sendezentrale des Hessischen Rundfunks in Frankfurt-Nordend, an der Grenze zu Frankfurt-Dornbusch. Ein Großteil der Redaktionsräume und Hörfunk- und Fernsehstudios für sechs Hörfunkwellen und das hr-fernsehen sind hier beheimatet.

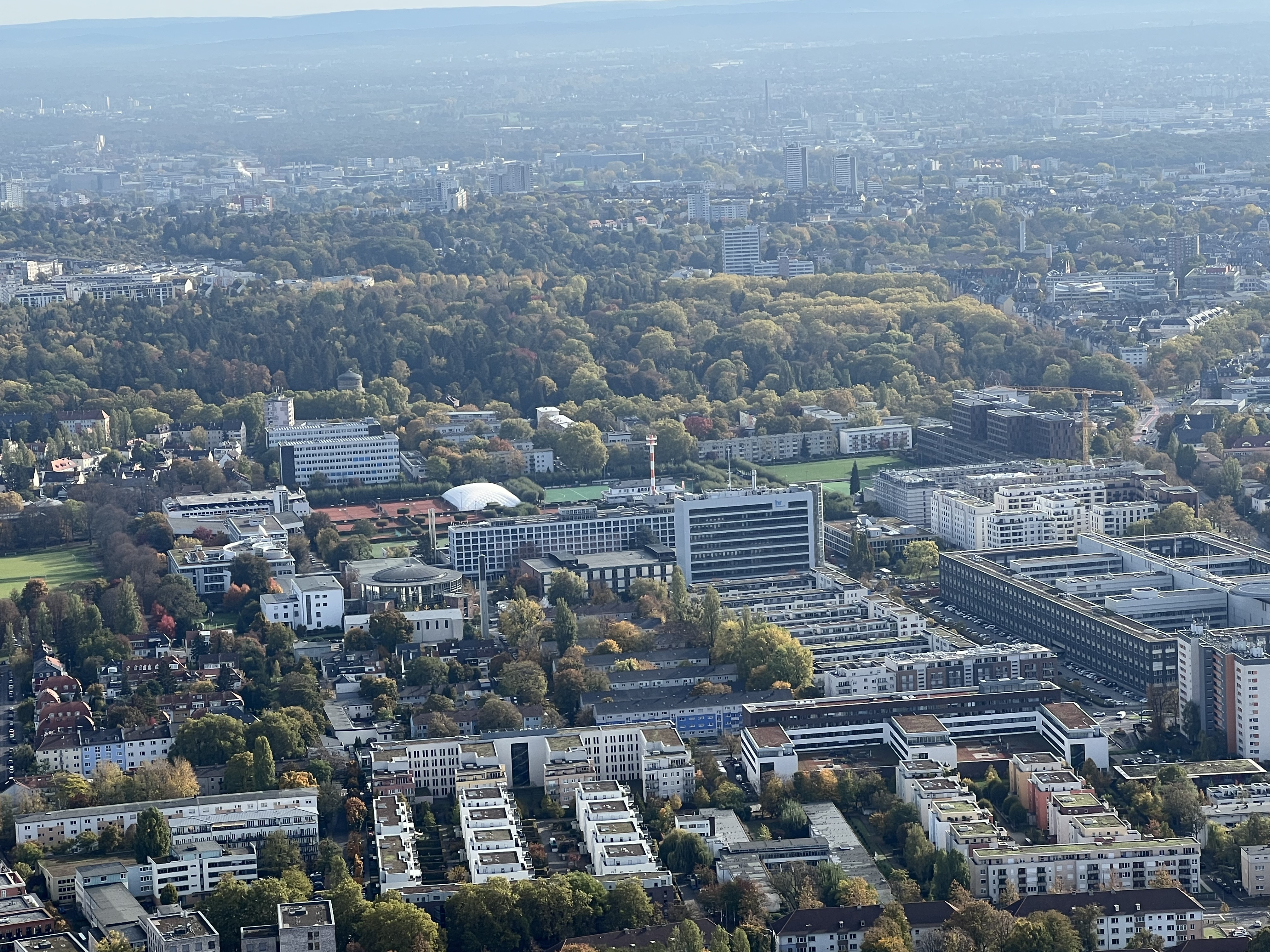
Luftbild des Sendegeländes vom Hessischen Rundfunk

Der historische Rundbau, der 1949 nach Plänen von Gerhard Weber errichtet wurde, war ursprünglich als Plenarsaal für den künftigen Deutschen Bundestag gedacht. Nachdem die Hauptstadtfrage der Bundesrepublik Deutschland für Bonn als Bundeshauptstadt entschieden war, wurde der Rohbau zum Studiogebäude umfunktioniert. 1954 wurde dahinter der große Sendesaal errichtet. Dieses Hörfunksendestudio bietet Platz für 850 Personen und fungiert als Probe- und Aufnahmebühne für das hr-Sinfonieorchester. Über der Bühne ist eine Konzertorgel installiert. Im Sendesaal fand der Grand Prix Eurovision de la Chanson 1957 statt.